# 高柳泰世
高柳 泰世（たかやなぎ やすよ、1931年 -）は日本の眼科医。本郷眼科・神経内科院長。名古屋大学非常勤講師。藤田医科大学公衆衛生学客員教授。
医学博士。静岡県出身。1980年代から長年に渡り色覚異常をめぐる社会的不公平や差別の撤廃へ取り組んできたことで知られる人物である。学校における色覚検査の見直しと入学・就職規制の撤廃運動を続け、差別や誤解をなくすため、新しい呼称や検査法を提起した。2013年、紺綬褒章受章。

## 功績

### 法改正への働きかけ
1996年の著書『つくられた障害「色盲」』に代表される高柳の啓発活動は、1993年に発足した「日本色覚差別撤廃の会」の運動などとともに社会に大きな影響を与え、以下の3つの法律改正に寄与した。
1. 労働安全衛生法改正（2001年10月施行）
厚生労働省が民間企業の雇い入れ時の色覚検査を廃止。職場の安全対策として、色分け表示に加えて形状や文字による識別方法の併用を義務付けた。
2. 学校保健法改正（2003年度実施）
文部科学省が定期健康診断から色覚検査を削除。従来の強制検査が廃止された。
3. 船舶職員及び小型船舶操縦者法改正（2004年）
国土交通省が小型船舶免許の取得条件を改定。従来の眼科的検査を廃止し、代わりに舷灯識別テストを導入。これに合格できない場合には三色識別テストを実施し、昼間限定免許を創設した。
公務員・旧公務員についても少しずつ改善に向かった。警察官は2007年まで全都道府県で「色覚正常」が条件だったが、高柳らの働きかけで制限する都道府県は減り続け、2011年4月に新潟県が制限を撤廃、最後まで残っていた沖縄県も6月に撤廃した。これにより警察官の制限は全廃され、残る制限は自衛隊、JR職員、一部地域の消防、船舶職員などに限られることとなった。

### 新しい色覚検査表の開発
1995年には色彩学者の金子隆芳と共同でカラーメイトテスト(CMT）と呼ばれる新しい色覚検査表を開発した。従来の学校健診で使用された石原表は極めて鋭敏で、生活に支障のない人も異常者として差別される問題があった。高柳の地元の名古屋市教育委員会は2000年から石原表に代わりCMTを全校で採用した。

## 経歴[4]
- 1958年、名古屋大学医学部を卒業
- 1960年、医学博士号を取得
- 1973年、名古屋市で眼科医院「本郷眼科」を開業
- 1974年、名古屋市立学校学校医（眼科）（2012年まで）
- 1981年、愛知視覚障害者援護促進協議会を設立。副会長に就任（1990年まで）
- 1983年、名古屋大学非常勤講師
- 1984年、文部省「色覚異常生徒のための教科書態様改善に関する調査研究委員会」委員
- 1989年、日本学校保健会学校環境衛生指導委員会委員
- 1990年、愛知視覚障害者援護促進協議会会長
- 1994年、厚生省健康政策局「色覚問題に関する検討会」委員（1995年まで）
- 1994年、久留米大学医学部非常勤講師
- 2013年、藤田保健衛生大学（現・藤田医科大学）公衆衛生学客員教授に就任

## 受賞歴
- 1979年、名古屋市教育委員会優良職員表彰
- 1991年、日本医師会最高優功賞
- 1992年、日本女医会吉岡弥生賞
- 1992年、日本眼科医会会長賞
- 1994年、1993年度朝日社会福祉賞 - 「色覚異常者の社会生活向上に貢献」
- 1997年、厚生大臣表彰
- 1998年、文部大臣表彰
- 2000年、愛知県知事表彰
- 2008年、保健文化賞
- 2011年、日本学校保健学会賞
- 2013年、紺綬褒章

## 著書
- 高柳泰世『教育用色覚検査表　Color Mate Test （｢色のなかま｣テスト）』日本色彩研究所、1995年。
- 高柳泰世『つくられた障害「色盲」』朝日新聞社、1996年。ISBN 9784022569646。
- 高柳泰世『色覚異常は障害ではない』高文研、1996年。
- 高柳泰世, 愛知視覚障害者援護促進協議会 編『見えない人見にくい人のリハビリテーション』名古屋大学出版会、1996年。ISBN 4815802955。
- 高柳泰世、金子隆芳『色覚異常者に配慮した色づかいの手引き：「色彩バリアフリーマニュアル」』ぱすてる書房、1998年。
- 高柳泰世『たたかえ!色覚異常者 : 「色盲・色弱」は病気ではなく、個性なのです : 色覚異常者と家族からの手紙』主婦の友社、1998年。ISBN 978-4072212677。
- 長屋幸郎、高柳泰世『これだけは知っておきたい「教師の常識」-視力、メガネ、色覚』ぱすてる書房、1999年。ISBN 978-4938732486。
- 高柳泰世『つくられた障害「色盲」』朝日新聞社〈朝日文庫〉、2002年。ISBN 978-4022613837。
- 高柳泰世, 愛知視覚障害者援護促進協議会 編『視覚代行リハビリテーション: 視覚障害者と高齢者のために』名古屋大学出版会〈朝日文庫〉、2005年。ISBN 978-4-8158-0524-1。
- 高柳泰世『教育用色覚検査表　Color Mate Test （｢色のなかま｣テスト）第3版』日本色彩研究所、2012年。
- 高柳泰世『色のなかまがわかるよ』浜島書店、2014年。
- 高柳泰世『改訂版 つくられた障害「色盲」』朝日新聞出版、2014年。ISBN 978-4021002397。

## 論文・報告
- 高柳泰世「今、色弱者の資格制限は」『月刊ノーマライゼーション』第15巻通算172、日本障害者リハビリテーション協会、1995年。
- 高柳泰世、宮尾克「色覚異常者のよりよい色彩環境を考える」『人間工学』第34巻Supplement、日本人間工学会、1998年、doi:10.5100/jje.34.Supplement_256。
- 高柳泰世、宮尾克「3.女子色覚異常者の就労と人権(平成9年度東海地方会学会)」『産業衛生学雑誌』第40巻第2号、産業衛生学会、1998年、doi:10.1539/sangyoeisei.KJ00001989825。
- 高柳泰世、宮尾克「色彩バリアフリーについて」『人間工学』第35巻2Supplement、日本人間工学会、1999年、doi:10.5100/jje.35.2Supplement_158。
- 高柳泰世、宮尾克「L104 就労能力の評価における健康診断書の「視力」「色覚」の意義」『産業衛生学雑誌』第41巻Special、産業衛生学会、1999年、doi:10.1539/sangyoeisei.KJ00001991218。
- 高柳泰世「わが国に於ける色覚異常者の就労環境」『社会医学研究』第17号、日本社会医学会、1999年。
- 高柳泰世、宮尾克「12.欠格条項としての色覚の見直し(第39回近畿産業衛生学会)」『産業衛生学雑誌』第42巻第2号、産業衛生学会、2000年、doi:10.1539/sangyoeisei.KJ00002552309。
- 高柳泰世「色覚検査の歴史と問題点」『メディカル朝日』第31巻第8号、朝日新聞出版、2002年。
- 高柳泰世、金子隆芳、村上元彦、宮尾克「配慮の必要な色覚異常とは」『人間工学』第38巻Supplement、日本人間工学会、2002年、doi:10.5100/jje.38.Supplement_450。
- 高柳泰世、宮尾克「色覚に関する社会におけるバリア解消とは」『社会医学研究』第21号、日本社会医学会、2003年。
- 高柳泰世「色覚「異常者」の社会参加と医師の役割」『明日の臨床』第15巻第1号、愛知県保険医協会、2003年。
- 高柳泰世「色覚異常者の就労と人権-特に小型船舶操縦者法の色覚検査基準の改正について-」『社会医学研究』第22号、日本社会医学会、2004年。
- 高柳泰世、宮尾克「C205 一般健康診断に含まれる色覚検査の見直し : 警察官, 自衛官, JR職員, 国家公務員採用時の色覚検査」『産業衛生学雑誌』第47巻Special、産業衛生学会、2005年、doi:10.1539/sangyoeisei.KJ00003804119。
- 高柳泰世、宮尾克、石原伸哉「小型船舶操縦士の色識別テスト器の開発」『人間工学』第41巻Supplement、日本人間工学会、2005年、doi:10.5100/jje.41.Supplement_296。
- 高柳泰世、宮尾克「色覚異常検査表誤読者の就労と人権　産業医の役割について(会議録)」『産業衛生学雑誌』第48巻第1号、産業衛生学会、2006年。
- 高柳泰世、宮尾克「健康診断書様式の色覚の項に関する色覚特性就労者のストレス」『産業ストレス研究』第14号、日本産業ストレス学会、2006年。
- 高柳泰世、宮尾克、石原伸哉「就労可否判定に関わる色覚検査の功罪」『産業衛生学雑誌』第50巻第1号、日本産業衛生学会、2008年。
- 高柳泰世、宮尾克、古田真司「教育用色覚検査としてのCMTの有用性」『学校保健研究』第52巻第1号、日本学校保健学会、2010年、doi:10.20812/jpnjschhealth.52.1_63。
- 福田法子、高柳泰世、坂部司「弱視児童生徒への拡大教科書製作について」『視覚リハビリテーション研究』第1巻第1号、視覚障害リハビリテーション協会、2011年。
- 高柳泰世、大澤功、村上元彦、宮尾克「文部科学省が示す希望者を募っての色覚検査の事後措置はどのようなものか?」『学校保健研究』第59巻Supplement、日本学校保健学会、2017年。
- 高柳泰世、宮尾克、八谷寛、太田充彦「石原式色覚異常検査表が,当該労働者に与える恐怖について」『産業衛生学雑誌』第60巻臨時増刊号、産業衛生学会、2018年。